# Burg Falkenberg
Die Burg Falkenberg steht im Markt Falkenberg in der Oberpfalz im Landkreis Tirschenreuth in Bayern. Sie ist unter der Aktennummer D-3-77-117-1 als Baudenkmal verzeichnet. „Archäologische Befunde des Mittelalters und der frühen Neuzeit im Bereich der Burg Falkenberg, darunter Spuren von Vorgängerbauten bzw. älteren Bauphasen und der abgegangenen Vorburg“ werden zudem als Bodendenkmal unter der Aktennummer D-3-6139-0082 geführt.

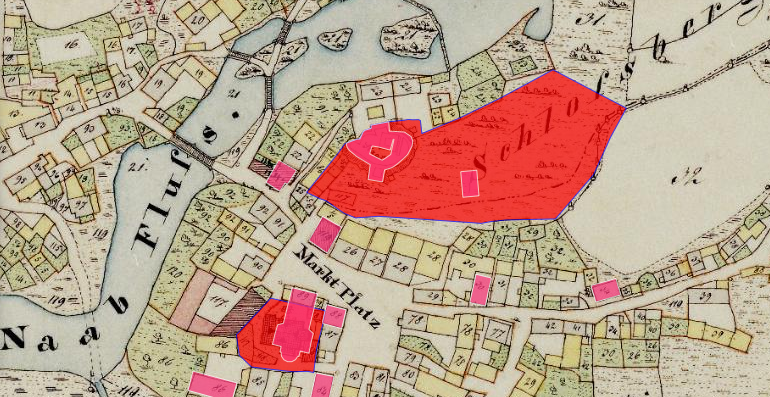
Lageplan von Burg Falkenberg auf dem Urkataster von Bayern

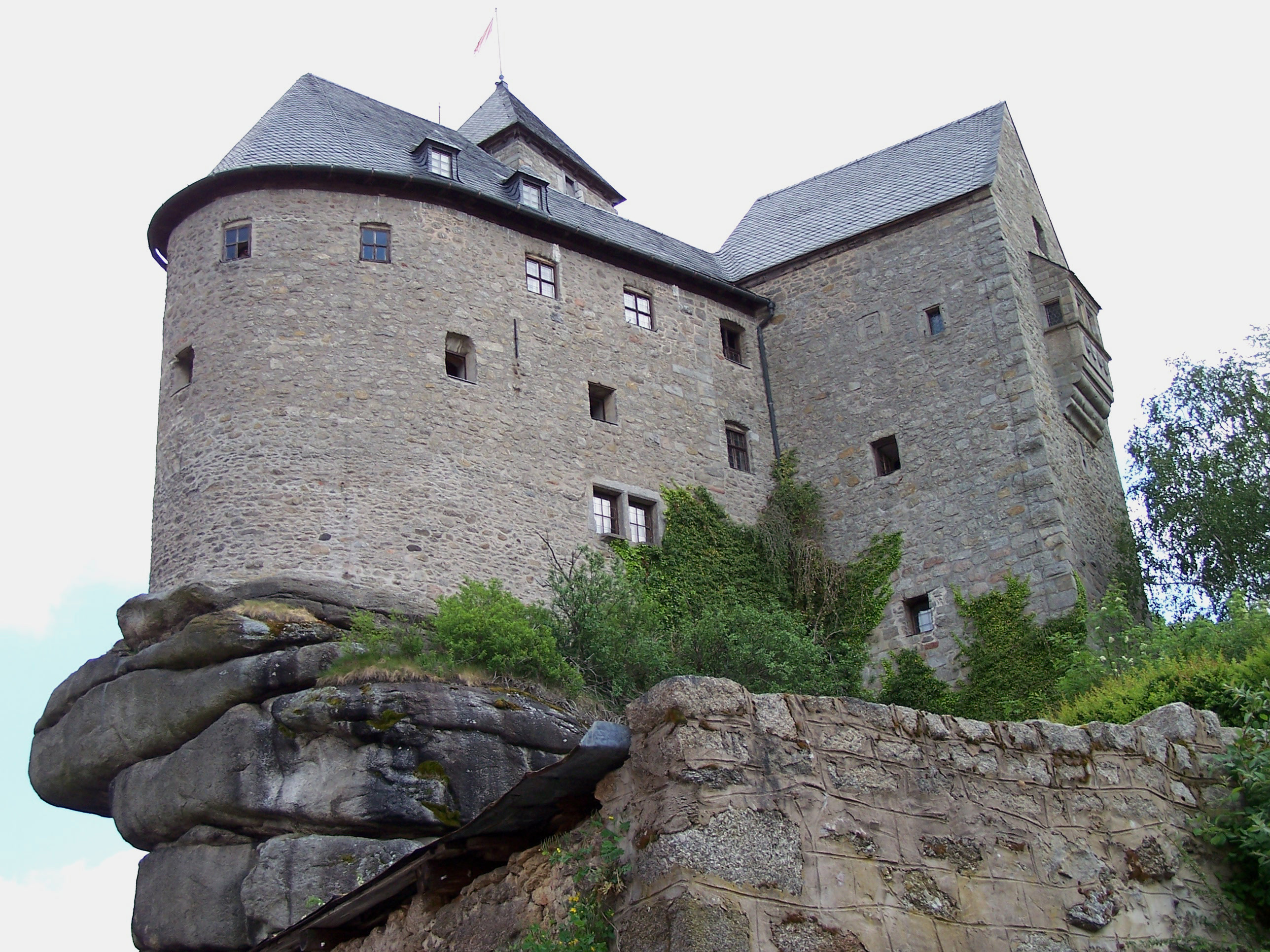
Burg Falkenberg von unterhalb des Burgberges gesehen

## Geschichte
Die ältesten Mauerreste der bis 2009 bewohnten Höhenburg, die die engen Gassen des Ortes an der Waldnaab überragt, sollen aus dem 11. Jahrhundert stammen. Erstmals urkundlich erwähnt wurde die Burg indirekt im Jahre 1154 im Namen eines „Pilegrin de Valkenberch“.
Seit seiner Entstehung hatte dieser Wehrbau viele Besitzer. Zu Beginn waren es die Falkenberger und ab 1280 die Leuchtenberger. Um 1300 kam die Burg in den Besitz des Klosters Waldsassen. Der Abt Udalrich II. Birker wählte sie nach 1486 als Altersruhesitz. Um 1571 war sie im kurpfälzischem Besitz. Kurz vor Ende des Dreißigjährigen Krieges wurde die Burg von den Truppen des schwedischen Generals Königsmarck beschossen und erobert. Mit der Säkularisation ging die Burg 1803 in den Besitz des Königreichs Bayern über. 1809 wurde ein Drittel des Bergfrieds abgetragen, die Steine wurden zum Bau des Pfarrhofs verwendet. Jahrzehnte danach wurde die Burg unter Denkmalschutz gestellt.
Von 1936 bis 1939 baute sie der damalige Besitzer, Friedrich-Werner Graf von der Schulenburg, wieder auf und restaurierte sie denkmalgerecht. Der frühere deutsche Botschafter in Moskau wollte darin seinen Lebensabend verbringen. Er war in das Attentat vom 20. Juli 1944 auf Adolf Hitler verwickelt und wurde deswegen am 10. November 1944 in Berlin-Plötzensee nach einem Urteil des Volksgerichtshofs hingerichtet.
Im Dezember 2008 kaufte der Markt Falkenberg die Burganlage von den Erben Schulenburgs. Nach grundlegender Modernisierung sind im Obergeschoss acht individuelle Hotelzimmer mit Blick über Falkenberg entstanden. Die Burg steht nach der offiziellen Einweihung durch Ministerpräsident Seehofer im November 2015 seit Anfang 2016 zur Besichtigung und für Veranstaltungen der Öffentlichkeit zur Verfügung. Betreiber der Burg ist der gemeinnützige Verein Forum Falkenberg – Freunde der Burg e. V.

## Geologie
Der Felsen, auf dem die Burg steht, ist die Typlokalität für den Falkenberger Granit. Dort wurde der geologische Begriff Wollsackverwitterung (bildlich: gestapelte Säcke) erstmals verwendet.
Die Felsburg ist vom Bayerischen Landesamt für Umwelt (LfU) als geowissenschaftlich besonders wertvolles Geotop (Geotop-Nummer: 377R012) und Naturdenkmal ausgewiesen. Es wurde auch vom LfU mit dem offiziellen Gütesiegel Bayerns schönste Geotope ausgezeichnet.

## Heutige Nutzung
Die Burg ist kultureller Mittelpunkt der Marktgemeinde Falkenberg und dient dem Forum Falkenberg als Veranstaltungsstätte für Vorträge, musikalische Veranstaltungen und Feste. Außerdem wird die Burg als Hotel genutzt und ist mit acht Doppelzimmern ausgestattet. Neben der Burg wurde das Veranstaltungs- und TagungszentrumBurg (VTZB) errichtet, das hauptsächlich für Veranstaltungen und Tagungen genutzt wird.
In der Burg ist ein Museum untergebracht, das die Geschichte des preußischen Adeligen und Diplomaten Friedrich-Werner Graf von der Schulenburg darstellt, der in den 1930er-Jahren die Burg wieder errichtete. Die Burg Falkenberg ist Teil des Museumsverbundes das zwoelfer – Die Museen im Landkreis Tirschenreuth.